# Psammitis simplicipalpatus
Psammitis simplicipalpatus is een spinnensoort uit de familie van de krabspinnen (Thomisidae).
De wetenschappelijke naam van de soort werd in 1978 als Xysticus simplicipalpatus gepubliceerd door Hirotsugu Ono.